# Jogos Pan-Arábicos de 1965
Os Jogos Pan-Arábicos de 1965 foram a quarta edição dos Jogos Pan-Arábicos. Realizado entre 2 e 11 de setembro de 1953 no Cairo, então capital da República Árabe Unida, o evento contou com a participação de cerca de 1500 atletas de catorze países. Pela segunda vez a Indonésia participou como convidada.
Os donos da casa, os egípcios, ficaram em primeiro lugar no quadro de medalhas, com uma ampla vantagem sobre o segundo colocado, o Iraque.

## Quadro de medalhas

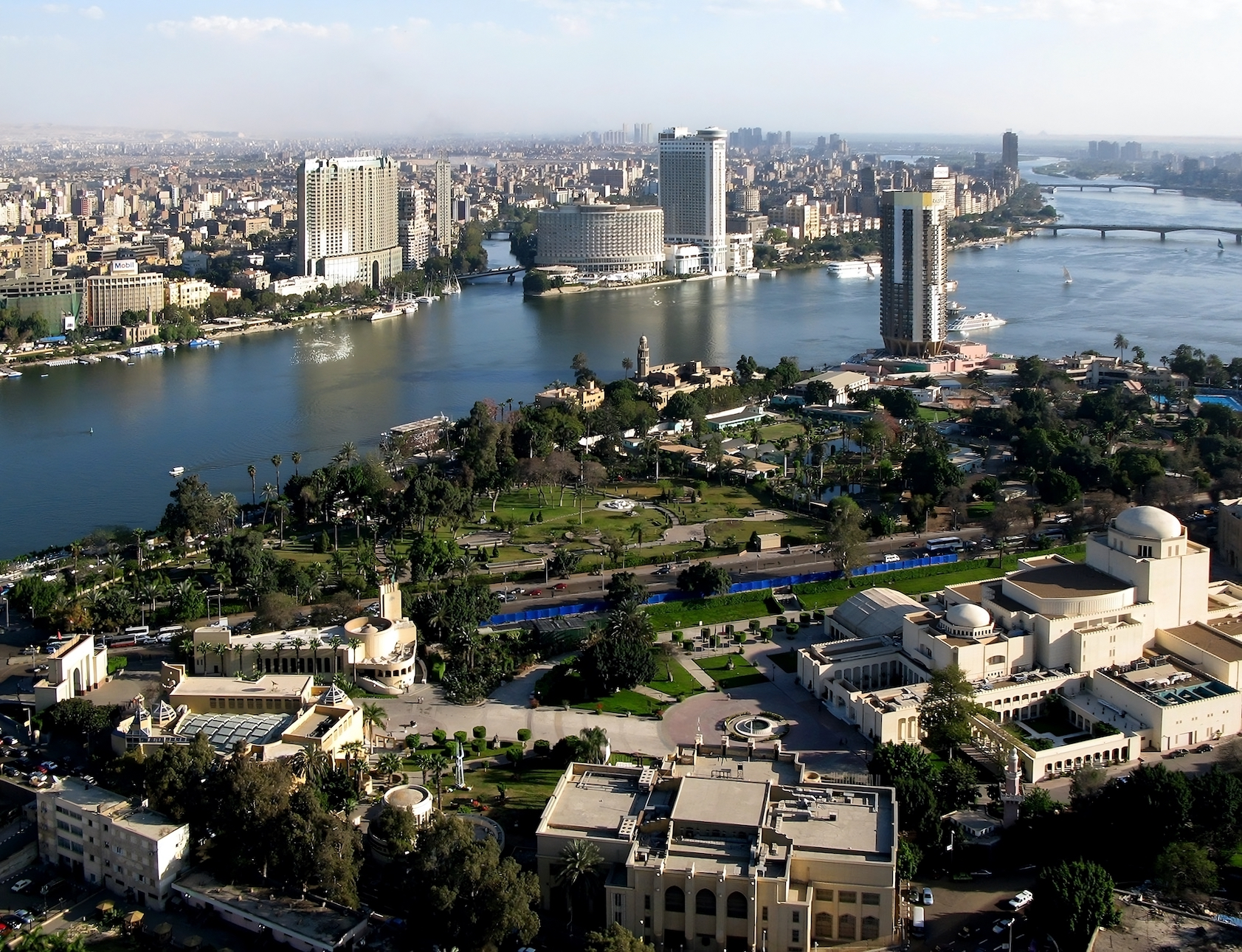
Vista do Cairo, RAU, atual Egito